# Kazuki Lawlor
Kazuki Lawlor (jap. ロウラー 和輝; * 20. November 1998 in Osaka) ist ein japanischer Eishockeyspieler, der seit Juli 2025 beim EV Lindau aus der drittklassigen deutschen Oberliga Süd unter Vertrag steht.

## Karriere
Kazuki Lawlor, der im kanadischen Calgary aufgewachsen ist, begann mit dem Eishockey im Team der Kansai-Universität, an der er damals studierte. 2021 schloss er sich den Tōhoku Free Blades an, für die er nach dem Ende der COVID-19-Pandemie zwei Jahre in der Asia League Ice Hockey spielte. 2024 zog es ihn nach Europa. Nachdem er ein Jahr beim KH Toruń in Polen verbracht hatte, wechselte er 2025 zum EV Lindau in die drittklassige deutsche Oberliga Süd.

### International
Für Japan spielte Lawlor erstmals bei der Weltmeisterschaft 2024 in der Division I. Zudem nahm er für sein Heimatland an den Winter-Asienspielen 2025 im chinesischen Harbin, als die Ostasiaten die Silbermedaille gewannen, und an der Qualifikation für die Olympischen Winterspiele 2026 in Mailand teil.

## Erfolge und Auszeichnungen
- 2025 Silbermedaille bei den Winter-Asienspielen